# Microlicia damazioi
Microlicia damazioi är en tvåhjärtbladig växtart som beskrevs av Alexander Curt Brade. Microlicia damazioi ingår i släktet Microlicia och familjen Melastomataceae. Inga underarter finns listade i Catalogue of Life.